# Johann Rudolf Tillier (Ratsherr, 1667)
Johann Rudolf Tillier (getauft am 7. Februar 1667 in Bern; † 16. Januar 1746 ebenda) war ein Berner und Schweizer Politiker und entstammte der Berner Patrizierfamilie Tillier.

## Leben
Johann Rudolf Tillier wurde 1667 als Sohn des Vogts von Aarberg und Oron, Johann Anton Tillier, und dessen Frau Johanna Steiger geboren. Sein älterer Bruder war der Offizier Johann Franz Tillier. Ihre Familie, die Tilliers, gehörte seit dem 15. Jahrhundert zur Oberschicht von Bern. Johann Rudolf Tillier erhielt zunächst eine juristische Ausbildung. 1699 heiratete er die Pfarrerstochter Johanna Catharina Malacrida.
Tillier wurde 1701 bernischer Grossrat. Von 1707 bis 1715 war er Landvogt von Aubonne. 1717 wurde er Vogt für die Deutschordenskommende Köniz, 1718 Kleiner Rat, 1725 Kirchmeier und Sechzehner, 1727 Salzdirektor und 1737 Venner zu Pfistern sowie Präsident des Schulrats.